# ایل چاپوتچین
ایل چاپوتچین (به لاتین: Il Chapütschin) یک کوه در سوئیس است که در کانتون گراوبوندن واقع شده‌است. ایل چاپوتچین ۳٬۳۸۶ متر بالاتر از سطح دریا واقع شده‌است.